# Notacanthurus
Notacanthurus is een geslacht van haften (Ephemeroptera) uit de familie Heptageniidae.

## Soorten
Het geslacht Notacanthurus omvat de volgende soorten:
- Notacanthurus baei
- Notacanthurus baekdu
- Notacanthurus cristatus
- Notacanthurus edentatus
- Notacanthurus islamabadicus
- Notacanthurus ladakhensis
- Notacanthurus zhiltzovae